# Mohamed Zidan (piłkarz)
Mohamed Zidan (ur. 12 grudnia 1981 w Port Saidzie) – egipski piłkarz, reprezentant Egiptu.
Jest wychowankiem klubu El-Masry. W latach 2002/03 był zawodnikiem duńskiego klubu Akademisk Boldklub. W roku 2003 rozpoczął grę w FC Midtjylland, w którym grał aż do roku 2005. Od stycznia do sierpnia 2005 był piłkarzem Werderu Brema, po czym został wypożyczony do 1. FSV Mainz 05. W czerwcu 2006 roku powrócił do Werderu. Zimą 2006 został wykupiony przez FSV Mainz i spadł z nim z ligi. Latem 2007 za 5,8 miliona euro przeszedł do Hamburger SV. 17 sierpnia 2008 przeszedł do Borussii Dortmund, jako część rozliczenia za transfer Mladena Petricia w odwrotną stronę. Po czterech latach gry w klubie z Dortmundu wrócił do byłego pracodawcy 1. FSV Mainz 05, wiążąc się nim półroczną umową. Pod koniec lipca 2012 r. podpisał kontrakt z klubem ze Zjednoczonych Emiratów Arabskich Baniyas SC, który zwolnił go w lutym 2013.
Z reprezentacją Egiptu dwa razy z rzędu zdobył Puchar Narodów Afryki.